# Laura Pausini

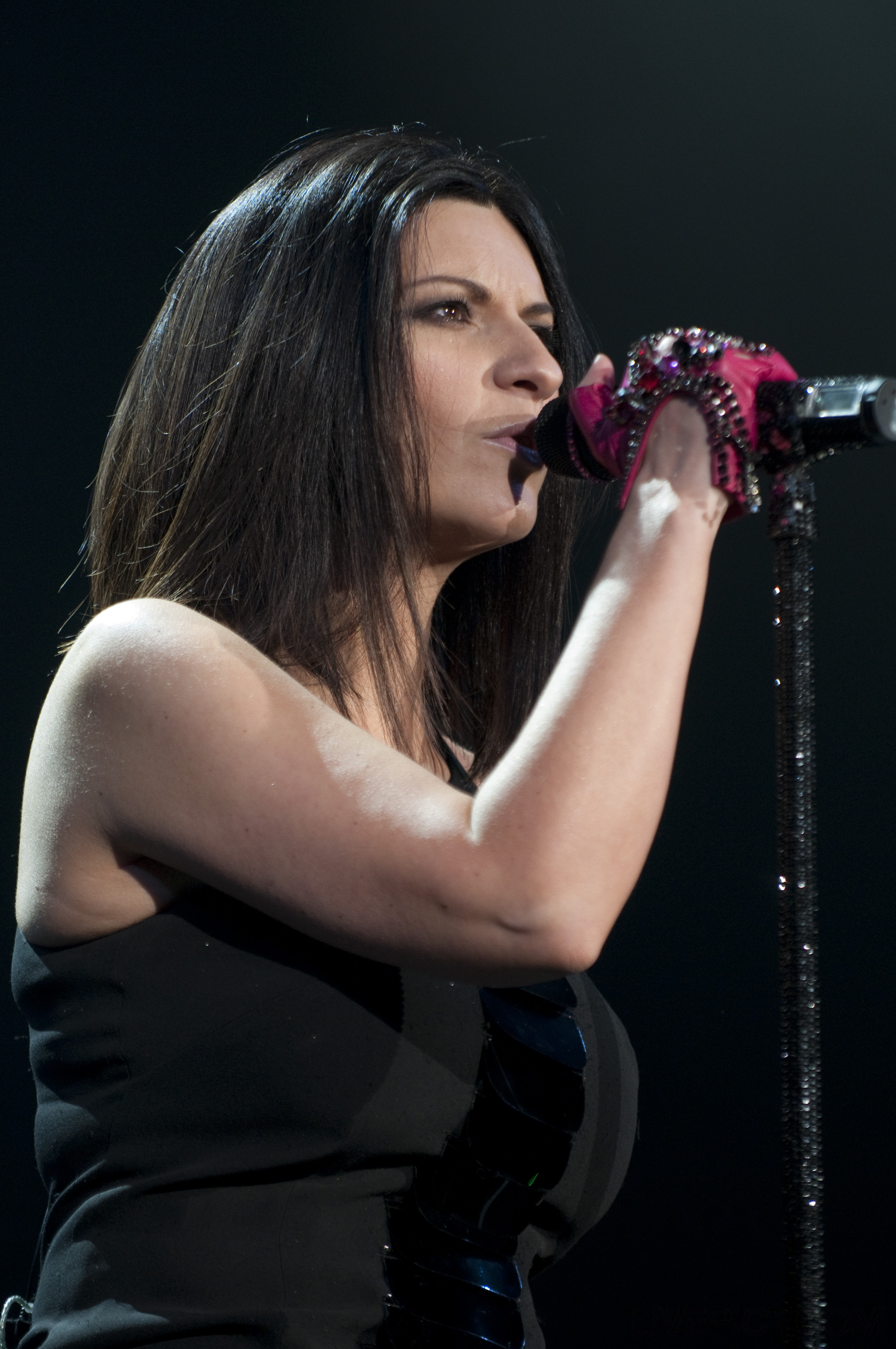
Laura Pausini (2009)

Laura Alice Rossella Pausini (geb. 16. Mai 1974 in Faenza) ist eine italienische Pop-Sängerin, Fernsehpersönlichkeit und Grammy-Preisträgerin.

## Leben und Karriere
Pausini wurde einem größeren Publikum bekannt, als sie beim Sanremo-Festival 1993 mit dem Lied La solitudine in der Newcomer-Kategorie gewann. Ein Jahr später trat sie in der Hauptkategorie an und wurde Dritte. Meistens singt sie auf Italienisch, daneben auch Englisch, Spanisch und Portugiesisch. Unter anderem arbeitete sie mit Luciano Pavarotti, Andrea Bocelli, Michael Bublé, Ray Charles, Phil Collins, Kylie Minogue, James Blunt, Hélène Ségara, Raf, Nek, Juanes und Gianna Nannini zusammen.
Pausini hat mehr als 70 Millionen Tonträger verkauft. Neben zahlreichen Gold-Album- und 16 Platin-Album-Auszeichnungen erhielt sie eine Diamant-Album-Auszeichnung. Zudem erhielt sie mehrere Musikauszeichnungen von internationaler Bedeutung, darunter je einen World Music Award 1994 und 2003. Nachdem sie 2005 mit ihrem spanischsprachigen 2004er-Album Escucha einen Latin Grammy in der Kategorie Best Female Pop Vocal Album gewonnen hatte, wurde sie dafür auch 2006 mit dem jährlich vergebenen Grammy in der Kategorie Best Latin Pop Album ausgezeichnet. Damit war sie die erste weibliche italienische Staatsangehörige, die jemals einen Grammy erhielt, was ihr die schriftlichen Glückwünsche des italienischen Staatspräsidenten Carlo Azeglio Ciampi einbrachte.

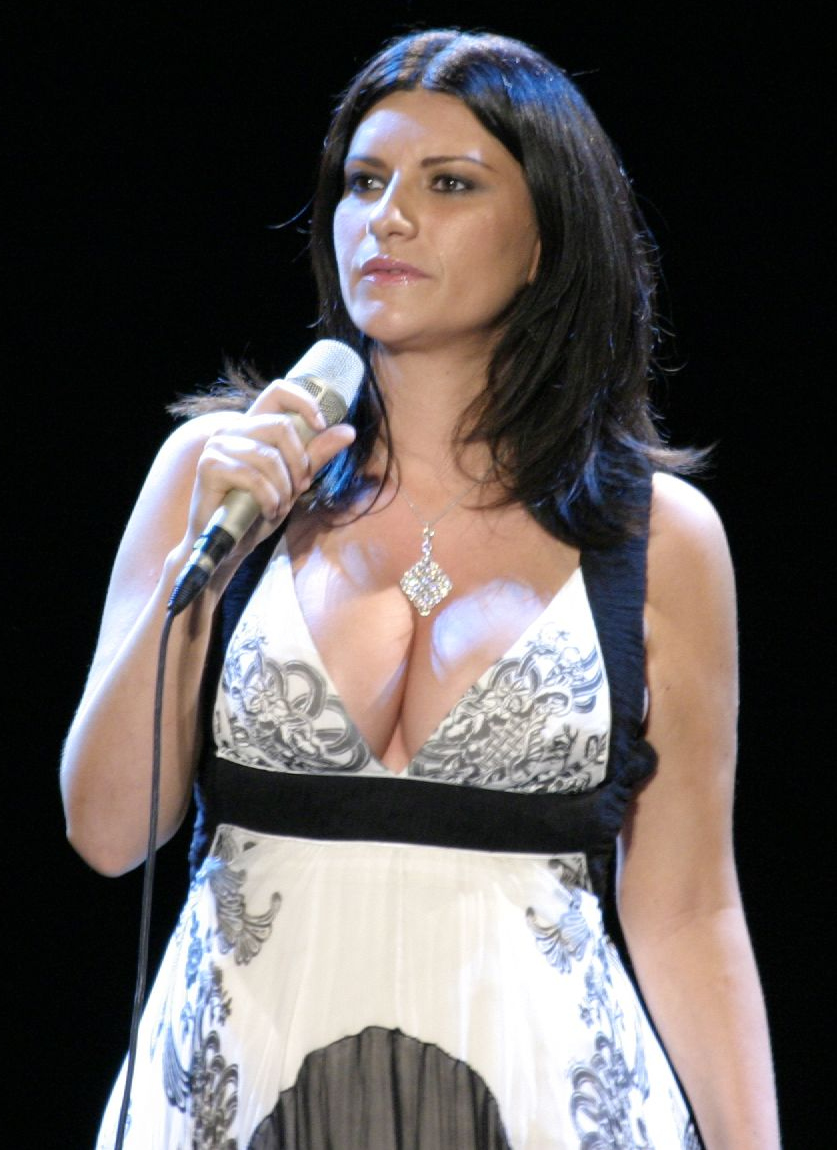
Laura Pausini (2007)

2007 trat sie im Giuseppe-Meazza-Stadion in Mailand vor mehr als 70.000 Zuschauern auf. Im November erschien Laura Pausini Live – San Siro 2007 auf CD. Ein Jahr später erschien das Album Primavera in Anticipo mit bisher unveröffentlichten Songs; durch den im Duett mit James Blunt gesungenen Titelsong wurde sie auch in Deutschland stärker wahrgenommen als in den Jahren zuvor. 2009 absolvierte sie eine Welt-Tournee. In diesem Rahmen gab sie im Mai 2009 in Dortmund das einzige Deutschlandkonzert. Auf dem CD/DVD Album Laura Live – World Tour 09 veröffentlichte sie im November 2009 eine Auswahl der Live-Aufnahmen. Im selben Jahr fungierte sie – zusammen mit Elisa, Gianna Nannini, Giorgia und Fiorella Mannoia – als Organisatorin des Benefizkonzerts Amiche per l’Abruzzo, einer Veranstaltung zugunsten der Erdbebenopfer in und um die Stadt L’Aquila in den Abruzzen.
Im November 2011 erschien ihr elftes Album Inedito. Im Rahmen einer Welttournee trat sie im Mai 2012 u. a. in Düsseldorf und Stuttgart auf. Ende 2013 erschien anlässlich ihres zwanzigjährigen Bühnenjubiläums das Greatest-Hits-Album 20 – The Greatest Hits. Die erste Single daraus ist Limpido, die sie zusammen mit Kylie Minogue aufgenommen hat. 2014 war Pausini als Jurorin in der vierten Staffel bei der mexikanischen Ausgabe von The Voice vertreten; ein Jahr später in der dritten Staffel (und erneut 2020 in der siebten) bei deren spanischen Ausgabe. Pausini ist mit dem italienischen Musiker Paolo Carta liiert. Die beiden haben eine gemeinsame, 2013 geborene Tochter und sind seit 2023 verheiratet.
2020 erhielt sie für den Song Io sì (Seen) aus dem Film Du hast das Leben vor dir einen Golden Globe und eine Oscarnominierung.
Am 14. Mai 2022 moderierte sie zusammen mit Mika und Alessandro Cattelan den Eurovision Song Contest 2022 in Turin.

## Diskografie
Studioalben

| Jahr | Titel Musiklabel                                                                                        | Höchstplatzierung, Gesamtwochen, AuszeichnungChartplatzierungen (Jahr, Titel, Musiklabel, Platzierungen, Wochen, Auszeichnungen, Anmerkungen) | Höchstplatzierung, Gesamtwochen, AuszeichnungChartplatzierungen (Jahr, Titel, Musiklabel, Platzierungen, Wochen, Auszeichnungen, Anmerkungen) | Höchstplatzierung, Gesamtwochen, AuszeichnungChartplatzierungen (Jahr, Titel, Musiklabel, Platzierungen, Wochen, Auszeichnungen, Anmerkungen) | Höchstplatzierung, Gesamtwochen, AuszeichnungChartplatzierungen (Jahr, Titel, Musiklabel, Platzierungen, Wochen, Auszeichnungen, Anmerkungen) | Höchstplatzierung, Gesamtwochen, AuszeichnungChartplatzierungen (Jahr, Titel, Musiklabel, Platzierungen, Wochen, Auszeichnungen, Anmerkungen) | Höchstplatzierung, Gesamtwochen, AuszeichnungChartplatzierungen (Jahr, Titel, Musiklabel, Platzierungen, Wochen, Auszeichnungen, Anmerkungen) | Höchstplatzierung, Gesamtwochen, AuszeichnungChartplatzierungen (Jahr, Titel, Musiklabel, Platzierungen, Wochen, Auszeichnungen, Anmerkungen) | Anmerkungen                                                    | [↑]: gemeinsam behandelt mit vorhergehendem Eintrag; [←]: in beiden Charts platziert |
| Jahr | Titel Musiklabel                                                                                        | IT | DE | AT | CH | ES | FR | Latin | Anmerkungen                                                    |                                                                                      |
| ---- | --- | --- | --- | --- | --- | --- | --- | --- | -------------------------------------------------------------- | ------------------------------------------------------------------------------------ |
| 1993 | Laura Pausini CGD (WMG)                                                                                 | IT6 Gold (2025) · (30 Wo.)IT | — | — | CH— GoldCH | ES1 ×11Elffachplatin · (70 Wo.)ES | FR— GoldFR | Latin31 (17 Wo.)Latin | Erstveröffentlichung: 18. Mai 1993 Verkäufe: + 1.310.000       |                                                                                      |
| 1994 | Laura CGD (WMG)                                                                                         | IT2 (29 Wo.)IT | — | — | CH4 ×2Doppelplatin · (36 Wo.)CH[ES: ↑] | ES1 ×11Elffachplatin · (70 Wo.)ES | —[Latin: ↑] | Latin31 (17 Wo.)Latin | Erstveröffentlichung: 26. Februar 1994 Verkäufe: + 1.270.000   |                                                                                      |
| 1996 | Le cose che vivi auch bekannt als: Las cosas que vives (spanische Version) CGD East West (WMG)          | IT2 ×2Doppelplatin · (32 Wo.)IT | — | — | CH1 Platin · (29 Wo.)CH | ES2 ×4Vierfachplatin · (53 Wo.)ES | FR16 (4 Wo.)FR | Latin15 (38 Wo.)Latin | Erstveröffentlichung: 12. September 1996 Verkäufe: + 1.825.000 |                                                                                      |
| 1998 | La mia risposta auch bekannt als: Mi respuesta (spanische Version) CGD East West (WMG)                  | IT1 (32 Wo.)IT | DE66 (4 Wo.)DE | — | CH3 Gold · (20 Wo.)CH | ES8 ×2Doppelplatin · (19 Wo.)ES | FR64 (2 Wo.)FR | Latin23 (9 Wo.)Latin | Erstveröffentlichung: September 1998 Verkäufe: + 285.000       |                                                                                      |
| 2000 | Tra te e il mare auch bekannt als: Entre tú y mil mares (spanische Version) CGD East West (WMG)         | IT2 ×4Vierfachplatin · (35 Wo.)IT | DE34 (5 Wo.)DE | — | CH2 Platin · (27 Wo.)CH | ES3 Platin · (15 Wo.)ES | — | Latin26 Platin · (23 Wo.)Latin | Erstveröffentlichung: 15. September 2000 Verkäufe: + 714.059   |                                                                                      |
| 2002 | From the Inside Atlantic Records (WMG)                                                                  | IT3 (18 Wo.)IT | DE55 (3 Wo.)DE | — | CH4 Gold · (24 Wo.)CH | ES12 Gold · (19 Wo.)ES | FR34 (27 Wo.)FR | — | Erstveröffentlichung: 5. November 2002 Verkäufe: + 70.000      |                                                                                      |
| 2004 | Resta in ascolto auch bekannt als: Escucha (spanische Version) Atlantic Records (WMG)                   | IT1 ×4Vierfachplatin · (81 Wo.)IT | DE84 (1 Wo.)DE | — | CH2 ×2Doppelplatin · (48 Wo.)CH | ES3 Platin · (19 Wo.)ES | FR7 Gold · (44 Wo.)FR | Latin20 Platin · (42 Wo.)Latin | Erstveröffentlichung: 22. Oktober 2004 Verkäufe: + 390.000     |                                                                                      |
| 2006 | Io canto auch bekannt als: Yo canto (spanische Version) Atlantic Records (WMG)                          | IT1 Gold (2011) · (108 Wo.)IT | — | — | CH1 Platin · (46 Wo.)CH | ES15 (19 Wo.)ES | FR15 Gold · (17 Wo.)FR | Latin22 (8 Wo.)Latin | Erstveröffentlichung: 10. November 2006 Verkäufe: + 185.000    |                                                                                      |
| 2008 | Primavera in anticipo auch bekannt als: Primavera anticipada (spanische Version) Atlantic Records (WMG) | IT1 ×3Diamant (2008) + Dreifachplatin (2016) · (81 Wo.)IT                                                                                     | DE34 (29 Wo.)DE | AT7 (21 Wo.)AT | CH4 Platin · (38 Wo.)CH | ES10 (23 Wo.)ES | FR27 (18 Wo.)FR | Latin15 (40 Wo.)Latin | Erstveröffentlichung: 11. November 2008 Verkäufe: + 810.000    |                                                                                      |
| 2011 | Inedito auch bekannt als: Inédito (spanische Version) Atlantic Records (WMG)                            | IT1 ×6Sechsfachplatin · (87 Wo.)IT | DE47 (1 Wo.)DE | AT59 (1 Wo.)AT | CH2 Gold · (25 Wo.)CH | ES4 (27 Wo.)ES | FR63 (4 Wo.)FR | Latin17 (7 Wo.)Latin | Erstveröffentlichung: 11. November 2011 Verkäufe: + 420.000    |                                                                                      |
| 2015 | Simili auch bekannt als: Similares (spanische Version) Atlantic Records (WMG)                           | IT1 ×3Dreifachplatin · (73 Wo.)IT | DE58 (1 Wo.)DE | — | CH4 (18 Wo.)CH | ES7 (32 Wo.)ES | FR51 (3 Wo.)FR | Latin6 (3 Wo.)Latin | Erstveröffentlichung: 6. November 2015 Verkäufe: + 170.000     |                                                                                      |
| 2018 | Fatti sentire auch bekannt als: Hazte sentir (spanische Version) Atlantic Records (WMG)                 | IT1 ×3Dreifachplatin · (58 Wo.)IT | DE25 (1 Wo.)DE | AT29 (1 Wo.)AT | CH2 (27 Wo.)CH | ES7 (42 Wo.)ES | FR68 (4 Wo.)FR | Latin35 (1 Wo.)Latin | Erstveröffentlichung: 16. März 2018 Verkäufe: + 150.000        |                                                                                      |
| 2023 | Anime parallele auch bekannt als: Almas paralelas (spanische Version) Warner Music (WMG)                | IT2 Gold · (14 Wo.)IT | — | — | CH7 (3 Wo.)CH | ES5 (11 Wo.)ES | FR102 (1 Wo.)FR | — | Erstveröffentlichung: 27. Oktober 2023 Verkäufe: + 25.000      |                                                                                      |

grau schraffiert: keine Chartdaten aus diesem Jahr verfügbar